# Nghị viện
Nghị viện, hay nghị hội, là một loại hình thái của cơ quan lập pháp, do số lượng đại biểu nhất định trong nhân dân bầu ra mà hợp thành nhằm nắm giữ quyền lập pháp; các vị đại biểu này gọi là nghị sĩ, có thể thông qua bầu cử trực tiếp hoặc bầu cử gián tiếp mà sản sinh, cũng có thể là do nhà nước uỷ nhiệm. Nghị viện thường dùng để chỉ và gọi cơ quan lập pháp của nước dân chủ, bởi vì phần lớn nội dung công việc tiến hành của nó đến từ ý muốn của người dân, do đó cũng được gọi là "cơ quan dân ý"; tuy nhiên, nghị viện cấp bậc nhà nước, được gọi là nghị viện nhà nước, gọi tỉnh lược là "quốc hội". Nghị viện của nước dân chủ hiện đại thông thường đều lấy quốc hội Anh Quốc có lịch sử lâu dài nhất coi là khuôn mẫu, Vương quốc Liên hợp Anh và Bắc Ireland là một nước có thể chế quân chủ lập hiến và chế độ dân chủ nghị viện đầu tiên, thi hành chế độ lưỡng viện.
Nghị viện bắt nguồn từ Anh Quốc, là từ hội nghị thứ bậc mang tính chất phong kiến mà diễn biến tới nay. Năm 1266, quý tộc Montfort lấy danh nghĩa nhiếp chính để triệu tập mở hội nghị do quý tộc, tăng lữ, kị sĩ và cư dân thành phố tham gia. Về sau được biết là điểm mở đầu của nghị viện Anh Quốc, năm 1688 sau Cách mạng Quang Vinh, nghị viện thông qua "Dự luật Quyền lợi" và "Luật kế thừa ngôi vua" lần lượt vào năm 1689 và 1701, cấp cho nghị viện các phương diện quyền lực như chế định luật pháp, quyết định dự toán tài chính công, quyết định kế thừa ngôi vua và giám sát việc quản lí hành chính, từ đó nghị viện biến thành là cơ quan lập pháp tối cao.
Mặc dù nghị viện phổ biển bị coi là một cái vòng của hệ thống các nước dân chủ, nhưng một bộ phận các nước phi dân chủ cũng có nghị viện "bức bình phong". Thế giới ngày nay, nghị viện đang tiếp nhận sự giám sát và áp lực đến từ công chúng mà trước giờ chưa từng có, đóng vai trò ngày càng trọng yếu ở trong đời sống chính trị của đất nước. Bên trong quốc hội thông thường chia làm đảng cầm quyền và đảng đối lập, ở trong tình hình bình thường, đảng cầm quyền hỗ trợ và ủng hộ chính phủ trung ương thực thi việc chính trị, tất cả chính sách mà chính phủ trung ương đề xuất, thông thường đưa ra phát ngôn biện luận có lợi và bỏ phiếu tán thành đối với chính phủ trung ương, mong mỏi thông qua thuận lợi tất cả dự luật và dự thảo nghị quyết, nhưng mà đảng đối lập thì trái lại, thậm chí làm ra phản kháng bằng mọi hình thức; do đó bất luận đảng cầm quyền hay đảng đối lập số nghị sĩ ở trong nghị viện vô cùng trọng yếu. Người đứng đầu của quốc hội gọi là "nghị trưởng", bậc dưới có "phó nghị trưởng, bậc dưới nữa vẫn còn có "chủ tịch uỷ ban" của mỗi công việc, các quan chức như "nghị trưởng", "phó nghị trưởng" và "chủ tịch uỷ ban"  đều là do nghị sĩ đề cử lẫn nhau hoặc thăng chức nội bộ; chỉ có "tổng thư kí" là quan chức do chính phủ uỷ nhiệm, vì vậy tổng thư kí không có quyền phát ngôn, bỏ phiếu hoặc phán xử quyết định, chỉ có quyền lợi phê duyệt văn kiện. Quy mô kiến trúc của cao ốc quốc hội, thông thường đại biểu quyền uy và tôn nghiêm của nghị viện, tượng trưng chủ quyền thuộc về nhân dân và nghị viện tối thượng.
Mặt khác, số nghị sĩ thông thường cố định nhưng cũng có thể biến động, để tránh khỏi chi trả giá thành nghị sĩ quá lớn vào lúc có quá nhiều nghị sĩ, song lúc quá ít sẽ ảnh hưởng chất lượng thẩm tra dự luật, chính sách nhà nước dễ bị quan lại thao túng.

## Lịch sử
“Nghị viện” bắt nguồn từ chữ Latinh, ý nghĩa ban đầu là biện luận theo cách đàm thoại, xuất hiện đầu tiên bằng một loại hình thức các đại biểu cùng nhau hội họp, trải qua diễn biến và phát triển trong khoảng thời gian dài, cuối cùng coi là hình thức cơ bản của dân chủ xác lập phổ biến ở rất nhiều nước.
Nhìn từ nguồn cội lịch sử, có ghi chép rằng rất nhiều bộ lạc nguyên thủy hoặc du mục có các thủ lĩnh hoặc tù trưởng hội họp cùng nhau, để thương thảo quan hệ cho đến tất cả vấn đề của bộ lạc hoặc nhóm bộ lạc, thí dụ đại hội Kurultai của người Mông Cổ.
Ở một số thành bang Hi Lạp (thí dụ Athens) và nước Cộng hoà La Mã cũng tồn tại cơ cấu tương tự nghị viện (viện nguyên lão). Sau khi tiêu diệt đế quốc La Mã, rất nhiều khu vực ở châu Âu đã bảo lưu nghị viện quý tộc và nghị viện địa phương do nghị viện tù trưởng kéo dài và diễn biến tới nay. Ở trong một số thành thị của châu Âu đã hình thành nghị viện thành phố do giai cấp trung lưu như thành viên công đoàn cùng với thương nhân, luật sư và giáo sư hợp thành. Những nghị viện này xét về nguồn gốc, quyền lợi và nghĩa vụ của thành viên nghị viện có khác biệt rất lớn với nghị viện ngày nay, nhưng xét về nguồn cội lịch sử, có thể được xem là tiền thân của nghị viện ngày nay.
Năm 1258, quân đội của Simon de Montfort, bá tước Leicester đời thứ 6 - em rể của quốc vương Anh Henry III, xông vào cung điện, buộc Henry III đồng ý triệu tập mở hội nghị kí kết "Điều ước Oxford" nhằm hạn chế vương quyền. Căn cứ "Điều ước Oxford", quyền lực nhà nước được nắm giữ bởi một uỷ ban gồm 15 người do quý tộc kiểm soát, do đó đã tiến cử tên gọi mới - Parliament. Chữ này xuất phát từ chữ Pháp parlement, nghĩa là "thương nghị", về sau trong tiếng Anh biểu thị nghị viện.
Năm 1265, Anh triệu tập mở hội nghị lần thứ nhất. Năm 1266, Bá tước Montfort lấy danh nghĩa nhiếp chính để triệu tập mở hội nghị do quý tộc, tăng lữ, kị sĩ và cư dân thành phố tham gia, về sau được biết là điểm mở đầu của nghị viện Anh Quốc, thông qua "Dự luật Quyền lợi" và "Luật kế thừa ngôi vua" lần lượt vào năm 1689 và 1701, cấp cho nghị viện các phương diện quyền lực như chế định luật pháp, quyết định dự toán tài chính công, quyết định kế thừa ngôi vua và giám sát việc quản lí hành chính, từ đó nghị viện biến thành cơ quan lập pháp tối cao.
Nghị viện được coi là cơ quan lập pháp, thông thường có sẵn quyền lực chính trị cơ sở nhất định, nhưng mà quyền lực của một số nghị viện khá ít, thí dụ nghị viện châu Âu vào thời kì đầu về cơ bản không có bất kì quyền lực chính trị gì.

## Hình thức tổ chức

Nước hoặc vùng lãnh thổ chọn dùng chế độ lưỡng viện
Nước hoặc vùng lãnh thổ chọn dùng chế độ nhất viện
Nước hoặc vùng lãnh thổ không xếp đặt nghị viện
Nước có được cơ quan lập pháp và cơ quan tư vấn mô phỏng chế độ nhất viện

Nghị viện của các nước trên thế giới phổ biến chọn dùng hình thức tổ chức chế độ nhất viện hoặc chế độ lưỡng viện. Chế độ nhất viện chỉ chế độ mà nghị viện chỉ xếp đặt một viện (để thương lượng) và do nó sử dụng và thực thi toàn bộ chức quyền của nghị viện. Chế độ lưỡng viện chỉ chế độ mà nghị viện xếp đặt hai viện và do hai viện sử dụng và thực thi chức quyền của nghị viện.
Tên gọi lưỡng viện mỗi nước có khác nhau và riêng biệt, thí dụ Anh Quốc là Viện Quý tộc (cấp thượng) và Viện Thứ dân (cấp hạ), các nước như Hoa Kỳ và Nhật Bản gọi là Thượng viện (Tham Nghị viện) và Viện Dân biểu (Chúng Nghị viện), Pháp gọi là Thượng viện và Quốc hội, Hà Lan gọi là Viện thứ nhất (cấp thượng) và Viện thứ hai (cấp hạ), Thuỵ Sĩ gọi là Hội đồng Các bang (cấp thượng) và Hội đồng Quốc gia (cấp hạ), Đức gọi là Quốc hội Liên bang (cấp hạ) và Hội đồng Liên bang (cấp thượng), Nga gọi là Hội đồng Liên bang  và Duma Quốc gia. Phổ thông mà nói, các nước mà chủ nghĩa tư bản phát triển khá sớm phần nhiều chọn dùng chế độ lưỡng viện, kể từ sau Đại chiến thế giới lần thứ hai các nước châu Á và châu Phi mới độc lập phần nhiều chọn dùng chế độ nhất viện, nước có thể chế liên bang chọn dùng chế độ lưỡng viện.
Chế độ lưỡng viện bắt nguồn vào thế kỉ XIV ở Vương quốc Anh lúc vua Edward III còn ở ngôi vua, nắm giữ triều chính, trong nghị viện bao gồm đại biểu bốn phía quý tộc, tăng lữ, kị sĩ và cư dân thành phố, bởi vì chênh lệch lợi ích và địa vị, đại quý tộc và đại tăng lữ kết hợp cùng nhau, kị sĩ, bình dân và tiểu quý tộc, tăng lữ cấp dưới cũng kết hợp cùng nhau. Đại biểu của hai bộ phận này tách ra tập hợp, liền dần dần hình thành chế độ lưỡng viện. Thượng viện gọi là Viện Quý tộc, hạ viện gọi là Viện Thứ dân. Montesquieu cho biết việc chọn dùng chế độ lưỡng viện có thể phát huy tác dụng ràng buộc lẫn nhau, ngăn cấm hành động nông nổi, không cẩn thận ở nghị viện. Rousseau thì cho biết quyền lập pháp chỉ có thể do nghị viện đơn nhất đại biểu nhân dân sử dụng và thực thi, không thích hợp chọn dùng chế độ lưỡng viện. Lúc Hoa Kỳ chế định hiến pháp vào năm 1787, các nhà lập hiến đa số tán thưởng học thuyết phân quyền, ràng buộc và cân bằng của Montesquieu, nhưng mà lúc đó liên bang vừa mới thành lập cũng cần phải quan tâm đầy đủ lợi ích của mỗi bang, do đó đã kiến lập quốc hội theo chế độ lưỡng viện. Lúc Pháp chế định hiến pháp quyền đầu tiên vào năm 1791, đã kiến lập nghị viện theo chế độ nhất viện căn cứ vào học thuyết của Rousseau. Mặc dù hiến pháp đã khôi phục chế độ nhất viện một lần vào năm 1848, nhưng sau chính biến của Napoléon III vào tháng 12 năm 1851 lại đổi thành chế độ lưỡng viện, sử dụng và thực thi từ lúc đó cho đến nay. Từ thế kỉ XIX đến đầu thế kỉ XX, nghị viện các nước trên thế giới chọn dùng chế độ lưỡng viện chiếm tuyệt đại đa số. Bắt đầu giữa thế kỉ XX, các nước độc lập mới nổi ở vùng đất khu vực châu Á và châu Phi, phần nhiều chọn dùng chế độ nhất viện.
Nghị viện do nhiều nghị sĩ hợp thành. Nghị sĩ được bầu thông qua tuyển cử, nhất là nghị sĩ Hạ viện của các nước có chế độ lưỡng viện. Nghị sĩ Thượng viện có thể được bầu nhờ tuyển cử hoặc được bổ nhiệm hoặc nhờ thân phận đặc thù mà có tư cách nghị sĩ. Nhiệm kì của nghị sĩ thường dài hơn nhiệm kì Hạ viện.
Nghị viện có nghị trưởng, đảm nhiệm chủ tịch nghị viện, chủ trì kì họp nghị viện, nắm giữ chương trình nghị sự, quản lí và giám sát công việc hành chính của nghị viện, đại biểu nghị viện đối ngoại. Hạ nghị viện có các loại uỷ ban thường trực coi là cơ quan mang tính hỗ trợ, hiệp trợ nghị viện thẩm tra dự thảo nghị quyết có liên quan. Nghị viện của chế độ lưỡng viện lại còn có uỷ ban toàn viện và uỷ ban hiệp thương lưỡng viện. Nghị viện hiện đại có đảng đoàn nghị viện để các chính đảng tăng cường kiểm soát và ảnh hưởng đối với nghị viện.

## Quyền lực chủ yếu
Chức quyền của nghị viện do hiến pháp quy định, chủ yếu có:
1. Quyền lập pháp: là quyền lực được sử dụng và thi hành để chế định, sửa đổi và bãi bỏ pháp luật chiếu theo trình tự và pháp luật quy định.
2. Quyền tài chính công: là thông qua việc xem xét thảo luận dự luật tài chính công, thực thi giám sát đối với việc thu chi tài chính công của chính phủ.
3. Quyền giám sát hành chính: là quyền lực giám sát các loại hoạt động công vụ của cơ quan hành chính ngoại trừ quyền giám sát tài chính công. Việc vận dụng cụ thể của các điều khoản chức quyền đó có khác biệt đáng kể với các nước tư bản chủ nghĩa, chủ yếu chọn dùng các hình thức như luận tội, chất vấn và bỏ phiếu bất tín nhiệm.

## Phân giới chức quyền
Ở trong nghị viện chế độ lưỡng viện, việc phân chia ranh giới chức quyền của lưỡng viện mỗi nước có khác nhau và riêng biệt, được chia làm 3 thứ loại hình:
1. Hạ viện chiếm ưu thế rõ ràng. Ví như hạ viện Anh Quốc có được quyền thảo luận đầu tiên đối với dự luật tài chính công; thượng viện chỉ có quyền trì hoãn thông qua trong khoảng thời gian một tháng đối với dự luật tài chính công mà hạ viện thông qua;  thông thường dự luật công được hạ viện thông qua trên ba lần liên tiếp, thượng viện dù cho phản đối cũng coi như thông qua.
2. Hai viện cơ bản có quyền ngang nhau, thượng viện hơi chiếm ưu thế. Ví như quyền lập pháp mà Lưỡng viện Hoa Kỳ có được là hoàn toàn bình đẳng; hạ viện có quyền thảo luận đầu tiên đối với dự luật tài chính công, thượng viện có quyền đồng ý đối với việc tổng thống kí kết điều ước và ra lệnh bổ nhiệm quan chức, nhưng mà thượng viện vẫn có quyền tu chính đối với dự luật tài chính công, hai loại quyền đồng ý này là quyền lực có sức ảnh hưởng khá lớn.
3. Hai viện cơ bản có quyền ngang nhau, hạ viện hơi chiếm ưu thế. Ví như tất cả dự luật của Pháp mặc dù do hai viện xem xét thảo luận, nhưng lúc hai viện phát sinh chia rẽ vả lại uỷ ban liên hợp lưỡng viện không có khả năng đạt tới thoả hiệp, nếu chính phủ yêu cầu thực hiện lại thảo luận thì nghị hội quốc dân (tức hạ viện) có thể thông qua dự luật theo phiếu đa số, không cần lấy được sự đồng ý của thượng viện.

## Nghị viện Anh Quốc

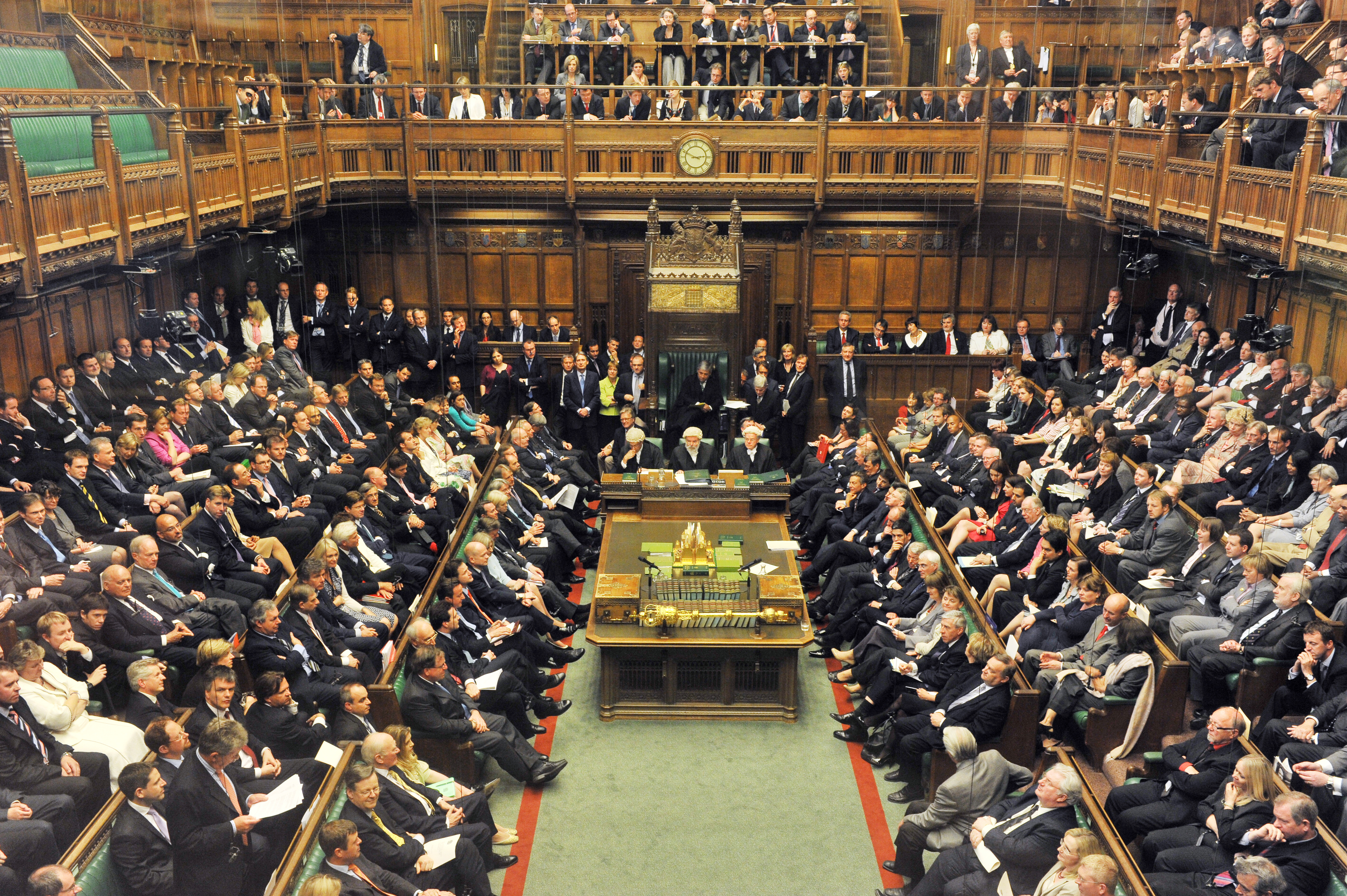
Có người nói rằng, hàng ghế dài mặt đối mặt ở hạ viện Anh Quốc đã giúp tăng thêm phương thức biện luận mang tính đối kháng.

Anh Quốc tiên phong sáng lập phương thức sản xuất chủ nghĩa tư bản, và lại tiên phong sáng lập một bộ chế độ chủ nghĩa lập hiến tương thích với nó, đây chính là chế độ dân chủ nghị viện lấy nghị viện làm bộ phận thực chất. Nghị viện Anh Quốc được coi là "mẹ của nghị viện", nếu lấy "nghị viện mô phạm" được triệu tập vào năm 1295 làm điểm mở đầu, như vậy, thực tiễn nghị viện Anh Quốc liên tục không ngừng cho đến nay đã hơn 725 năm. Chỉ xét đúng chiều dài lịch sử của nghị viện Anh Quốc, vẫn không có nghị viện nước nào trên thế giới đuổi theo kịp.
Cái chỗ đáng giá của lịch sử nghị viện Anh Quốc không những có ở chiều dài thời gian của nó lại còn ở chiều sâu và độ phức tạp của mâu thuẫn mà nó trải qua, ở sự phong phú kinh nghiệm và bài học mà nó tích luỹ, ở sự mở mang trí thức mà thực tiễn nghị viện này chứa đựng hơn 725 năm.
Giống với đa số các nước, Anh Quốc đã từng có thời kì xã hội phong kiến khá dài và chế độ quân chủ phong kiến theo cùng với nó. Tuy nhiên điểm khác nhau với số đông chính là, vẫn đặt dưới chế độ quân chủ phong kiến, nghị viện Anh Quốc ngoan cường khai phá, rồi lại liên tục kiên nhẫn trói buộc vương quyền một cách chậm rãi, không vội vã, cho đến khi đem vương quyền kiên quyết đặt dưới khống chế của nghị viện. Các quân chủ Anh Quốc thời kì phong kiến có không ít khuynh hướng chuyên chế, có cái là quân chủ chuyên chế hoàn toàn đầy đủ, "không đội trời chung" với quyền lực của nghị viện. Vì nguyên do đó, nghị viện Anh Quốc muốn trói buộc quyền lực quân chủ ở thời đại mà toàn thế giới chỉ biết có quyền lực quân chủ mà không biết rõ quyền lực nghị viện, thì không thể không dùng các loại phương thức khác nhau ở khắp nơi để đấu tranh với quyền lực quân chủ. Các nghị sĩ nêu ra ý kiến hoặc yêu cầu tẩy sạch oan khuất hướng về quốc vương; viện cớ yêu cầu thu thuế của quốc vương và triều chính chỉ điểm, để phê phán, công kích bề tôi phạm tội và quân chủ bại hoại. Khi cuộc đấu tranh hoà bình của nghị viện không thể ngăn cấm hành vi chuyên chế của quốc vương, nghị viện chỉ huy đại quân, nhất quyết chiến đấu một mất một còn với quân đội quân chủ. Nghị viện thậm chí có một lần bãi bỏ chế độ quân chủ   và kiến lập nước cộng hoà. Trải qua cuộc đọ sức chừng 500 năm với vô số lần, nghị viện cuối cùng chiến thắng chế độ quân chủ, bó buộc quyền lực quân chủ và làm mất thật quyền, đem quân chủ cải tạo thành biểu tượng đất nước mà không có năng lực hành vi tự chủ, khiến cho nó trở thành nghị viện tối thượng để làm dịch vụ công. Nghị viện Anh Quốc chiến thắng chế độ quân chủ phong kiến đã đưa ra cung cấp kinh nghiệm phong phú cho cuộc cách mạng tương tự ở các nước khác, trong đó cái được coi trọng và tiếp nhận nhất chính là: vận dụng quyền tài chính công của nghị viện đả kích vương quyền, dùng chiến tranh đánh bại vương quyền, dùng kĩ thuật "gác lên trên không" - làm mất thực quyền, để cải tạo vương quyền.
Anh Quốc từ thời kì xã hội phong kiến đã hình thành một chế độ tuyển cử nghị sĩ, lại một mạch dùng theo cho đến trước thế kỉ XIX. Chế độ tuyển cử nghị sĩ dưới chế độ quân chủ phong kiến thuận lợi cho quốc vương triệu tập nghị viện, có lợi cho quan lại phong kiến thao túng tuyển cử. Dưới chế độ dân chủ nghị viện, nghị viện cần thiết xây dựng nền móng xã hội của riêng mình. Bắt đầu từ năm 1832, nghị viện Anh Quốc liên tục tìm tòi, kiến lập chế độ tuyển cử nghị sĩ loại mới. Đối với yêu cầu tài sản và giới tính của cử tri từng bước bãi bỏ, yêu cầu độ tuổi được hạ thấp, lấy phân chia hành chính làm căn cứ và xác định vùng tuyển cử, rút nhỏ độ chênh lệch dân số giữa các vùng tuyển cử. Kết quả, đội ngũ cử tri từ 18 trở lên bắt đầu nổi lên. Một mặt khác, tài sản và giới tính đối với tư cách ứng viên nghị sĩ cũng loại bỏ tương ứng, yêu cầu độ tuổi được hạ thấp. Do đó, Viện bình dân đã mở rộng cửa lớn hướng về người dân có chí hướng. Chính đảng biến thành người tổ chức của cuộc tranh cử, nó chế định cương lĩnh, đề xuất ứng viên, lo liệu kinh phí tranh cử, cổ động cử tri. Cuộc tuyển cử trở thành sự chọn lựa và trao quyền do cử tri làm ra vây quanh chính sách và ứng viên của chính đảng. Nhà nước cấp cho quy phạm đối với hành vi của cử tri, ứng viên và chính đảng ở trong cuộc bầu cử, và lại làm trọng tài đối với cuộc tranh chấp bầu cử. Một vùng tuyển cử bầu chọn một nghị sĩ, ứng viên được phiếu đa số giản đơn trúng cử. Nghị viện Anh Quốc làm trước tuyệt đại đa số nghị viện nước khác và tìm tòi kiến lập nên chế độ tuyển cử nghị sĩ loại mới, nhiều điểm trọng yếu trong đó được nghị viện các nước lần lượt dùng trích dẫn.